# Grupo parapartidista
Los grupos parapartidistas son un tipo de fuerza política colectiva y organizada, que consiste en agrupaciones sociales que tienen una organización flexible y un número de adherentes reducido, lo que les permite difundir sus ideas con agilidad dentro de la sociedad. Generalmente no poseen representación en el parlamento o legislativo, pero de todas formas buscan llegar al poder estatal.
Están formados por una élite de intelectuales que realizan estudios políticos y cívicos para difundirlos a la ciudadanía y ponerlos a su disposición. Quizá su rasgo más distintivo, es que surgen del descontento general de la población hacia los partidos políticos convencionales.
Son lo que se denomina, en palabras del profesor Lucas Verdú, clubes políticos.